# Rives (Missouri)
Pour les articles homonymes, voir Rives.
Rives est un village du comté de Dunklin, dans le Missouri, aux États-Unis,. Situé au sud-est du comté, il est fondé en 1894, lors de l'arrivée du chemin de fer dans la région. Baptisé en référence au colonel H. W. Rives, il est incorporé en 1991.

## Démographie
Lors du recensement de 2010, le village comptait une population de 63 habitants. Elle est estimée, en 2016, à 61 habitants.

## Source de la traduction
- (en) Cet article est partiellement ou en totalité issu de l’article de Wikipédia en anglais intitulé « Rives, Missouri » (voir la liste des auteurs).